# Детский манеж

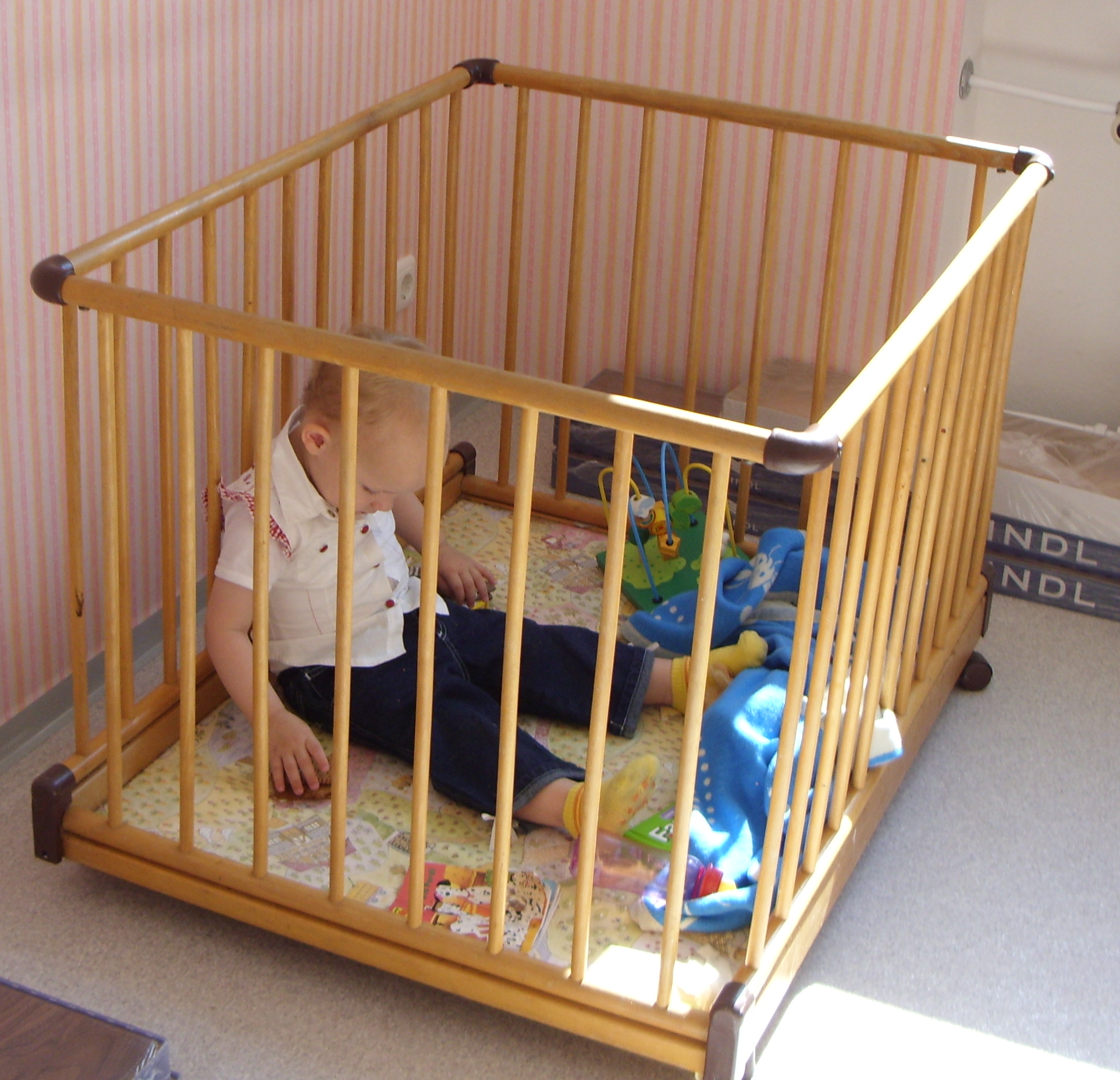
Детский манеж

Детский манеж — предмет детского инвентаря, куда помещается младенец весом, как правило, не более 14 кг и ростом до 89 см, для обеспечения его безопасности и ограничения движения, в то время как родители или няня заняты либо ненадолго отошли. 
Впервые определение для понятия «детский манеж» в английском языке (playpen) встречается в Оксфордском словаре в 1902 году.

## История
Традиционно детский манеж изготавливался из дерева и состоял из плоской прямоугольной платформы, обычно квадратной формы, с ограждениями по периметру. Пол детского манежа обычно представляет собой мягкий коврик или мат. Стенки обычно выше роста ребёнка, чтобы избежать травм при лазании; ограждения, как правило, не сплошные, что обеспечивает лучший обзор и вентиляцию, манежи также могут иметь съемную крышку. Уже существует множество современных, портативных конструкций детских манежей.
Современные манежи портативны и, как правило, состоят из основы — металлического или пластикового каркаса и сетки вокруг из мягкого пластика или нейлона. Также современные манежи могут быть укомплектованы люлькой для сна младенца, или представлять собой кроватку-манеж. Некоторые модели имеют такие дополнения как мобили, боковые карманы для игрушек и необходимых вещей, пеленальный столик, могут иметь встроенные ночники и возможность для подключения и проигрывания музыки во время сна или игр ребёнка. Портативные детские манежи бывают разных размеров, но большинство из них компактно складываются для удобства хранения и транспортировки.
Важно убедиться, что используемый манеж безопасен для ребёнка. Это особенно актуально, когда приобретается подержанный манеж. Небезопасные манежи могут обрушиться, что может привести к травме ребёнка.